# Walther SSP
Die Walther SSP ist eine Sportpistole im Kaliber .22 lfB, die von der Firma Carl Walther hergestellt wird.
Sie wurde speziell für den Schießsport entwickelt und nutzt in ihrer Konstruktion alle Möglichkeiten des Wettkampfreglements aus.

## Eigenschaften
Wie einige andere Sportpistolen auch hat die Walther SSP ein sogenanntes „Hahnloses System“. Bei Pistolen sonst üblich ist ein Hahn, der am hinteren Ende herausragt, beim Abziehen auf einen sogenannten Schlagbolzen (Stift) trifft, der in der Folge die Patrone durch Aufschlag zündet und somit den Schuss auslöst.
Der Schlagbolzen wird horizontal bewegt, was im Gegensatz zu einer Hahnkonstruktion ein deutlich geringeres Drehmoment bewirkt.
Die Achse des Laufes liegt bei dieser Pistole tiefer als beim Vorgängermodell GSP.
Diese beiden Faktoren bewirken das Entstehen eines nur geringen Drehmoments bei der Schussabgabe und damit ein geringeres Verziehen.
Weiterhin wird der Rückstoß pneumatisch gedämpft. Das Hochschlagen durch den unvermeidlichen Rückstoß wird dadurch verringert. Bei den zeitbegrenzten Disziplinen wird weniger Zeit auf das grobe Wiederausrichten der wegspringenden Waffe und mehr aufs Zielen verwendet, dennoch ist die SSP keine OSP-Pistole.
Das Magazin fasst, wie bei Wettkämpfen üblich, fünf Patronen und wird von oben in die Pistole eingeführt. Es ist darauf zu achten, neuere Edelstahl-Magazine zu verwenden, da sich ältere Weicheisen-Magazine seitlich aufbördeln und mit der Zeit zu Funktionsstörungen führen.
Das Gewicht ist durch die Verwendung leichterer Materialien mit 970 g deutlich geringer als das des mit viel Stahl gebauten Vorgängermodells GSP (1,2 kg). Allerdings wird dadurch der Rückstoß im Handgelenk spürbarer.